# سوپر جام فوتبال ایران ۱۴۰۰
سوپر جام فوتبال ایران ۱۴۰۰ هفتمین دورهٔ مسابقهٔ سوپر جام فوتبال ایران بود که بین قهرمان لیگ برتر ۱۴۰۰–۱۳۹۹ و قهرمان جام حذفی ۱۴۰۰–۱۳۹۹ توسط فدراسیون فوتبال ایران برگزار شد.
تیم فولاد خوزستان برای اولین بار قهرمان این دوره از رقابت‌ها شد.

## برگزاری
باشگاه فوتبال پرسپولیس، قهرمان لیگ برتر فوتبال ایران ۱۴۰۰–۱۳۹۹ و باشگاه فوتبال فولاد خوزستان، قهرمان جام حذفی فوتبال ایران ۱۴۰۰–۱۳۹۹ دو تیم راه یافته به این مسابقه بودند.

## تیم‌ها
| تیم            | عنوان                                  | دیدارهای پیشین (اعداد پررنگ نشان دهنده قهرمانی) |
| -------------- | -------------------------------------- | ----------------------------------------------- |
| پرسپولیس تهران | قهرمان لیگ برتر فوتبال ایران ۱۴۰۰–۱۳۹۹ | ۴ (۱۳۹۶، ۱۳۹۷، ۱۳۹۸، ۱۳۹۹)                      |
| فولاد خوزستان  | قهرمان جام حذفی فوتبال ایران ۱۴۰۰–۱۳۹۹ | ۱ (۱۳۸۴)                                        |

## اطلاعات بازی
| پرسپولیس تهران | ۰–۱   | فولاد خوزستان  |
| -------------- | ----- | -------------- |
|                | گزارش | - کولیبالی ۱۸' |

|  | قوانین مسابقه - ۹۰ دقیقه وقت معمول مسابقه. - ۳۰ دقیقه وقت اضافه در صورت لزوم. - در صورتی‌که همچنان مسابقه مساوی بود، تیم برنده با ضربات پنالتی مشخص خواهد شد. - هر تیم ۱۲ بازیکن ذخیره خواهد داشت. - در طول مسابقه هر تیم اجازه ۵ تعویض دارند. - در صورت کشیده شدن به وقت اضافه، یک تعویض دیگر نیز مجاز است. |

## قهرمان
| قهرمان سوپر جام ایران ۱۴۰۰ |
| -------------------------- |
| فولاد خوزستان              |
| اولین قهرمانی              |